# 杨德豫
杨德豫（1928年12月12日—2013年1月23日），北京人，籍贯湖南长沙县，毕业于湖南大学、南京大学、清华大学，著名诗歌翻译家、编辑，代表作有《华兹华斯诗选》、《柯勒律治诗选》、《拜伦诗选》、《朗费罗诗选》。

## 生平
1928年，杨德豫出生在北平市，父亲是教育家杨树达，母亲张家祓，还有2个兄弟杨德庆、杨德嘉。杨德豫早年爱好美术，曾在湖南大学、中央大学（今南京大学）、清华大学学习外国语言。1949年，杨德豫加入中国人民解放军。更名为“江声”。1958年，反右运动，上山下乡运动，他被打成右派，被下放湖南大通湖农场。1978年，粉碎四人帮后，杨德豫被召回，担任湖南人民出版社编辑。1990年，杨德豫担任湖南文艺出版社编辑。2013年1月23日中午，杨德豫因食道疾病在武汉161医院去世。

## 风格
杨德豫主要以翻译诗歌为主，将英文格律诗翻译成中文格律诗。

## 译著
- 朗费罗. . 北京市: 人民文学出版社. 1959: 143.
- 拜伦. . 长沙市: 湖南人民出版社. 1981: 242.
- 华兹华斯. . 北京市: 人民文学出版社. 1990: 297. ISBN 9787020007721.
- 柯尔律治. . 北京市: 人民文学出版社. 1992: 75. ISBN 9787020013319.
- 莎士比亚. . 广西壮族自治区: 漓江出版社. 1994: 123. ISBN 9787540709334.
- 华兹华斯. . 太原市: 北岳文艺出版社. 2000: 257. ISBN 9787537820936.
- 杨德豫. . 桂林市: 广西师范大学出版社. 2009: 942. ISBN 9787563382750.
- 杨德豫. . 长沙市: 湖南人民出版社. 2012: 165. ISBN 9787543884267.
- 柯尔律治. . 南京市: 译林出版社. 2012: 187. ISBN 9787544730488.

## 家庭
杨德豫有一女，叫杨小煜。他与与卞之琳、屠岸私交甚笃。
杨德豫的作息时间有规律，清晨7点起床，晚上10点就寝，只看《新闻联播》和《天气预报》，其他时间读书和翻译诗歌。

## 奖项
| 年份 | 作品             | 奖项                               | 是否得奖 | 备注  |
| ---- | ---------------- | ---------------------------------- | -------- | ----- |
| 1991 | 《诗苑译林》丛书 | 首届全国优秀外国文学图书二等奖     | 獲獎     | [ 3 ] |
| 1996 | 《华兹华斯诗选》 | 鲁迅文学奖：全国优秀文学翻译彩虹奖 | 獲獎     | [ 3 ] |